# 科尔沃勒洛格约
科尔沃勒洛格约（法語：Corvol-l'Orgueilleux，法語發音：[kɔʁvɔl lɔʁɡœjø] ⓘ）是法国涅夫勒省的一个市镇，属于克拉姆西区。

## 地理
科尔沃勒洛格约（47°25'57"N, 3°24'28"E）面积30.22 平方千米，位于法国勃艮第-弗朗什-孔泰大區涅夫勒省，该省份为法国中部省份，北至约讷省，西北接卢瓦雷省，西接谢尔省，南至阿列省，东南接索恩-卢瓦尔省，东临科多尔省。
与科尔沃勒洛格约接壤的市镇（或旧市镇、城区）包括：瓦西河畔比利、特吕西洛格约、布勒尼翁、圣皮埃尔迪蒙、库尔塞勒、拉沙佩勒圣安德烈、诺安河畔昂特兰。

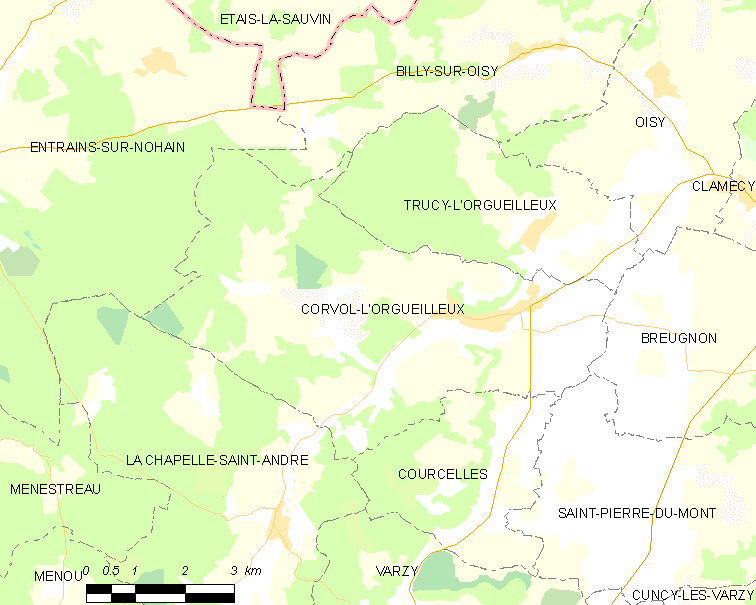
科尔沃勒洛格约的OSM定位图

科尔沃勒洛格约的时区为UTC+01:00、UTC+02:00（夏令时）。

## 行政
科尔沃勒洛格约的邮政编码为58460，INSEE市镇编码为58085。

## 政治
科尔沃勒洛格约所属的省级选区为克拉姆西县。

## 人口

1962-2008年间科尔沃勒洛格约人口变化图示

科尔沃勒洛格约于2022年1月1日时的人口数量为725人。